# Calaphis manitobensis
Calaphis manitobensis är en insektsart som beskrevs av Richards 1968. Calaphis manitobensis ingår i släktet Calaphis och familjen långrörsbladlöss. Inga underarter finns listade i Catalogue of Life.